# Martin Bojadschiew
Martin Bojadschiew (bulgarisch Мартин Бояджиев; * 11. Mai 1987 in Sofia) ist ein  bulgarischer Eishockeyspieler, der seit 2015 beim SK Irbis-Skate in der bulgarischen Eishockeyliga unter Vertrag steht. Neben seiner aktiven Karriere ist er auch als Trainer des bulgarischen Nachwuchses tätig.

## Karriere
Martin Bojadschiew begann seine Karriere als Eishockeyspieler beim HK Slawia Sofia, für den er als 16-Jähriger in der bulgarischen Eishockeyliga debütierte und mit dem er auf Anhieb 2004 bulgarischer Landesmeister und Pokalsieger wurde. Nachdem er die Spielzeit 2004/05 beim Lokalrivalen HK ZSKA Sofia verbracht hatte, kehrte er zu Slawia zurück und errang mit seiner Mannschaft bis 2011 vier weitere Landesmeistertitel und drei Pokalsiege. Nach einem kurzen Abstecher zu Truva Ankara in die türkische Superliga spielt er seit 2012 für den HK ZSKA Sofia, mit dem er 2013 und 2014 zum wiederholten mal das Double aus Landesmeistertitel und Pokalsieg und auch 2015 die Meisterschaft erringen konnte. Beim Continental Cup 2014/15 konnte er mit seiner Mannschaft die erste Runde, die im heimischen Wintersportpalast ausgetragen wurde, durch Siege über den CG Puigcerdà aus Spanien (3:2), den İzmir Büyükşehir Belediyesi SK aus der Türkei (19:2) und den serbischen Vertreter HK Beostar (10:2) gewinnen. In der zweiten Runde, die in der Eisarena Bremerhaven ausgetragen wurde, verlor er dann mit ZSKA allerdings alle drei Spiele, wobei die Begegnung mit den Tilburg Trappers aus den Niederlanden nach einer zwischenzeitlichen 4:2-Führung erst in der Schlussminute verloren ging. 2015 wechselte er zum Liganeuling SK Irbis-Skate, der ebenfalls aus Sofia stammt. Mit Irbis-Skate wurde er 2016, 2017 und 2019 ebenfalls bulgarischer Meister.

### International
Im Juniorenbereich spielte Bojadschiew für Bulgarien in der Division III der U-18-Weltmeisterschaften 2004 und 2005 sowie der U-20-Weltmeisterschaften 2004, 2005, 2006 und 2007.
Mit der bulgarischen Herren-Nationalmannschaft nahm er an den Weltmeisterschaften der Division II 2005, 2006, 2007, 2008, 2009, 2010, 2011, 2012, 2013, 2015, als er nach dem Mexikaner Adrián Cervantes zweitbester Vorlagengeber des Turniers war, und 2016 sowie den Turnieren der Division III 2014, 2017, 2018, als er zum besten Abwehrspieler des Turniers gewählt wurde, und 2019, als er gemeinsam mit dem Taiwanesen Lin Hung-ju zweitbester Vorlagengeber nach dessen Landsmann Weng To wurde, teil. Bei der Weltmeisterschaft 2015 führte er die Bulgaren als Mannschaftskapitän auf das Eis. Zudem stand er bei der Olympiaqualifikationen für die Winterspiele 2010 in Vancouver und 2018 in Pyeongchang auf dem Eis. Beim 9:1-Erfolg gegen Georgien am 10. Oktober 2015 im ersten Qualifikationsspiel für die Spiele in Pyeongchan war er an insgesamt acht der neun bulgarischen Treffer beteiligt: Zwei Tore erzielte er selbst, sechs bereitete er vor. Durch diesen Erfolg qualifizierte er sich mit seiner Mannschaft für das Vorqualifikationsturnier im November 2015 in Tallinn, bei dem die bulgarische Auswahl auf Estland, Mexiko und Israel traf und als Gruppenletzter ausschied.
Bei den U18-Weltmeisterschaften 2015 war er Assistenzcoach und 2018 Cheftrainer der bulgarischen Mannschaft in der Division III. Bei den U20-Weltmeisterschaften 2019 und 2020 war er erneut Assistenztrainer. Zudem betreute er die U16 von Irbis-Skate.

## Erfolge und Auszeichnungen
- 2004 Bulgarischer Meister mit dem HK Slawia Sofia
- 2004 Bulgarischer Pokalsieger mit dem HK Slawia Sofia
- 2008 Bulgarischer Meister mit dem HK Slawia Sofia
- 2008 Bulgarischer Pokalsieger mit dem HK Slawia Sofia
- 2009 Bulgarischer Meister mit dem HK Slawia Sofia
- 2009 Bulgarischer Pokalsieger mit dem HK Slawia Sofia
- 2010 Bulgarischer Meister mit dem HK Slawia Sofia
- 2010 Bulgarischer Pokalsieger mit dem HK Slawia Sofia
- 2011 Bulgarischer Meister mit dem HK Slawia Sofia
- 2013 Bulgarischer Meister mit dem HK ZSKA Sofia
- 2013 Bulgarischer Pokalsieger mit dem HK ZSKA Sofia
- 2014 Bulgarischer Meister mit dem HK ZSKA Sofia
- 2014 Bulgarischer Pokalsieger mit dem HK ZSKA Sofia
- 2015 Bulgarischer Meister mit dem HK ZSKA Sofia
- 2016 Bulgarischer Meister mit dem SK Irbis-Skate
- 2017 Bulgarischer Meister mit dem SK Irbis-Skate
- 2019 Bulgarischer Meister mit dem SK Irbis-Skate

### International
- 2014 Aufstieg in die Division II, Gruppe B bei der Weltmeisterschaft der Division III
- 2018 Bester Verteidiger der Weltmeisterschaft der Division III
- 2019 Aufstieg in die Division II, Gruppe B bei der Weltmeisterschaft der Division III